# Рубинштейн, Ричард
Ричард Лоуэлл Рубинштейн (англ. Richard Lowell Rubenstein; 8 января 1924, Нью-Йорк, США — 16 мая 2021, Бриджпорт, штат Коннектикут, США) — реформистский иудейский теолог, преподаватель религии и известный писатель из еврейского сообщества в США.
Жил в Коннектикуте вместе с женой, искусствоведом Бэтти Роджерс Рубинштейн.

## Биография

### Образование
Рубинштейн получил высшее образование в Иудейском институте изучения религий, учреждении в рамках традиций реформистского иудаизма. Он окончил Университет Цинциннати со степенью бакалавра гуманитарных наук. Затем он получил степень магистра еврейской литературы в Иудейской теологической семинарии США в традициях течения консервативного иудаизма и был посвящён в раввины этим заведением. Позже он учился в Гарвардской школе богословия и получил степень магистра Священной теологии. Далее он продолжил обучение для получения докторской степени и получил Доктора философии в Гарварде в 1960 году.
В дополнение к полученным им степеням, Рубинштейну вручили две почетные докторские степени: доктора еврейской литературы от Иудейской теологической семинарии и доктора гуманитарных наук от Государственного университета Гранд-Вэлли (Колорадо).

### Карьера
После получения статуса раввина, с 1952 года Рубинштейн был раввином двух массачусетских конгрегаций и в 1956 году стал замдиректором фонда Бнай Брит Хиллел и университетским раввином в Гарварде, Редклиффском университете и Университете Уэлсли, где он проработал до 1958 года. С 1958 по 1970 год он был директором фонда Бнай Брит Хиллел и университетским раввином в Питтсбургском университете, Карнеги-Меллонском университете и Дюкенском университете. В Питтсбургском университете он давал расширенный курс лекций по французскому экзистенциализму. Рубинштейн читал лекции по религиоведению в Университете штата Флорида с 1970 по 1995 год и был профессором университета. Затем он стал Президентом Бриджпортского университета и профессором религиоведения, проработав в университете с 1995 по 1999 год.
В дополнение к преподавательской карьере, Рубинштейн был обозревателем японской газеты и написал много книг по Холокосту, теологии, иудео-христианским отношениям, этике и политике.
Умер 16 мая 2021 года в Коннектикуте.

## Семья
Жил в Коннектикуте вместе с женой, искусствоведом Бэтти Роджерс Рубинштейн.

## Идеи
Рубинштейн применил психоаналитическое изучение Апостола Павла в своей книге Мой брат Павел. Он также продолжил писать на темы Холокоста в своих более поздних работах, уже рассматривая свои ранние убеждения в свете каббалы.

### Холокост и Смерть Бога
Рубинштейн выделился в 1960-х как выдающийся писатель на тему значения и последствий Холокоста для иудаизма. Его первая книга После Освенцима стала новым направлением в иудейской мысли. Трактовка Рубинштейна всколыхнула традиционное иудейское представление о Боге, особенно о Боге Завета Авраама. В завете Бог Израиля является Богом истории. Рубинштейн оспорил это, предположив, что евреи не могут более отстаивать идею всемогущества Бога в провидении истории или идею Израиля как избранного народа. В свете Холокоста, как он считал, евреи потеряли надежду и смысл жизни.
«Как дети Земли, мы открываем глаза на нашу судьбу. Мы потеряли любую надежду, утешение и иллюзии»
В книге После Освенцима Рубинштейн метафорически говорит о «смерти Бога» и о том, что завет тоже умер. Он не имел в виду, что он стал сейчас атеистом или что религия более неуместна. Он постарался донести, что природа и формы религиозной сущности уже не такие, как до событий в Освенциме.
В то время как его труд был опубликован в 1966 году, движение «смерти Бога» начало зарождаться в радикальных теологических дискуссиях среди протестантских теологов, таких как Габриэль Вааньян, Пол ван Бурен, Уильям Гамильтон и Томас Альтизер. Такие теологи как Альтизер в то время полагали, что «будучи теологами «смерти Бога» мы должны объединится с такими выдающимися иудейскими теологами, как Д-р Ричард Рубинштейн».
Во время 1960 году движение «смерти Бога» достигло значительной известности и появилось на обложке Time (журнал) 8 апреля 1966 года. Однако, его новизна как движения мысли в протестантских кругах, начала рассеиваться к началу 1970-х.

## Движение Объединения
Рубинштейн был защитником Движения Объединения и работал в его Консультативном совете, а также в совете директоров принадлежащей церкви газете Вашингтон Таймс. В 1990-х он работал президентом Бриджпортского университета, имеющего связь с Церковью Объединения. Рубинштейн сказал о Мун Сон Мёне следующее:
«Я особенно ценю посвящение Преподобного Муна борьбе против коммунизма. Своими глазами, исходя из личного опыта и личных религиозных убеждений, он понял насколько трагична политическая и социальная болезнь этого общественного устройства. Я побывал в Западном и Восточном Берлине за неделю до того, как была воздвигнута Берлинская стена в августе 1961 года и я побывал в коммунистической Польше в 1965. К сожалению, многие из моих либеральных коллег научного сообщества не понимают полную природу угрозы, как понимал Преподобный Мун. Я впечатлен изощренностью анти-коммунизма Преподобного Муна. Он понял зло коммунизма, но он также был готов встретиться с коммунистическими лидерами, такими как Михаил Горбачев и Ким Ир Сеном в надежде на то, что они изменят или умерят свои взгляды».

## Автобиография
- Борьба за власть: Автобиографическая исповедь (New York: Scribner, 1974; Lanham: University Press of America, 1986).

## Мнения
- Захария Брайтерман, " «Пособник Гитлера»?: Трагическая теология Ричарда Рубинштейна, " Современный Иудаизм, 17/1 (February 1997), pp. 75–89.
- Захария Брайтерман, (Бог) После Освенцима (Princeton: Princeton University Press, 1999).
- Иаков Джоц, Еврейский народ и Иисус Христос после Освенцима (Grand Rapids: Baker, 1981).
- Майкл Морган, Вне Освенцима: Пост-холокостные американские теории (New York: Oxford University Press, 2001).
- Бэтти Роджерс Рубинштейн и Майкл Беренбаум Что за Бог? Эссе, посвящённые Ричарду Рубинштейну (Lanham: University Press of America, 1995).